# Mattiwade, Hukeri
Mattiwade là một làng thuộc tehsil Hukeri, huyện Belgaum, bang Karnataka, Ấn Độ.